# Brachycentrus signata
Brachycentrus signata är en nattsländeart som först beskrevs av Fabricius 1781.  Brachycentrus signata ingår i släktet Brachycentrus och familjen bäcknattsländor. Inga underarter finns listade i Catalogue of Life.